# Station Pustków
Station Pustków is een spoorwegstation in de Poolse plaats Pustków.